# Cime de Nasta
La cime de Nasta est un sommet italien situé dans la haute vallée du Gesso.

## Géographie
La cime de Nasta est un sommet complexe, constitué d'une cime principale et de deux gendarmes : l'un dit nord-ouest et l'autre sud-ouest. Le groupe de Nasta se situe sur la ligne de crête d'orientation nord-sud qui relie la cime de l'Argentera en Italie, à la cime Guilié, sur la frontière avec la France. Cette ligne de crête sépare les communes italiennes de Valdieri à l'ouest, et d'Entracque, à l'est. D'un point de vue géologique, la cime de Nasta est principalement constituée de gneiss.

## Histoire
La première ascension a été effectuée par Douglas William Freshfield le 27 septembre 1878. La première ascension hivernale est l'œuvre de Victor de Cessole et ses guides, J.B. Plent et son fils Jean Plent, le 18 février 1896.

## Accès
L'itinéraire de la voie normale démarre du refuge Remondino, en Italie. On rejoint ensuite le lac de Nasta, par le vallon de Nasta, puis on atteint la cime par un couloir évident exposé Sud.

### Cartographie
- Carte no 112 au 1/25 000 de l'Istituto Geografico Centrale : « Valle Stura, Vinadio, Argentera »